# Johannes Vaes
Johannes Vaes (1902 – 1978) è stato un mineralogista belga.

## Biografia
Lavorò come mineralogista presso la Union Miniére du Haut Katanga, (Katanga), e gli fu intitolata la specie mineralogica Vaesite che per primo rinvenne nel 1943.